# Патриция Майр-Ахлайтнер
Патриция Майр-Ахлайтнер (на немски: Patricia Mayr-Achleitner) е австрийска тенисистка, родена на 8 ноември 1986 г. в Рум, Австрия. Най-високото ѝ класиране в ранглистата на WTA е 70 място, което тя достига на 4 май 2009 г.
На 4 декември 2010 г. се омъжва за своя треньор Михаел Ахлайтнер и променя фамилията си на Майр-Ахлайтнер.